# Leptopelis mtoewaate
Espèce
Leptopelis mtoewaate est une espèce d'amphibiens de la famille des Arthroleptidae.

## Répartition
Cette espèce est endémique du Sud-Kivu en République démocratique du Congo. Elle se rencontre de 1 451 à 1 837 m d'altitude dans les monts Itombwe et à Baraka à 777 m.

## Publication originale
- Portillo & Greenbaum, 2014 : A new species of the Leptopelis modestus complex (Anura: Arthroleptidae) from the Albertine Rift of central Africa. Journal of Herpetology, vol. 48, no 3, p. 394–406.